# Sinogastromyzon sichangensis
Sinogastromyzon sichangensis är en fiskart som beskrevs av Chang, 1944. Sinogastromyzon sichangensis ingår i släktet Sinogastromyzon och familjen grönlingsfiskar. IUCN kategoriserar arten globalt som livskraftig. Inga underarter finns listade i Catalogue of Life.